# MTV Europe Music Award para Melhor Artista Brasileiro
O MTV Europe Music Award para Melhor Artista Brasileiro (em inglês:  MTV Europe Music Award for Best Brazilian Act) é uma categoria do MTV Europe Music Awards, atribuída desde o ano de 2012.
Anitta é a artista que mais vezes venceu o prêmio, tendo-o vencido consecutivamente de 2014 e 2018, e tendo sido indicada para o mesmo todos os anos desde 2014.

## Vencedores e nomeados

### Década de 2010

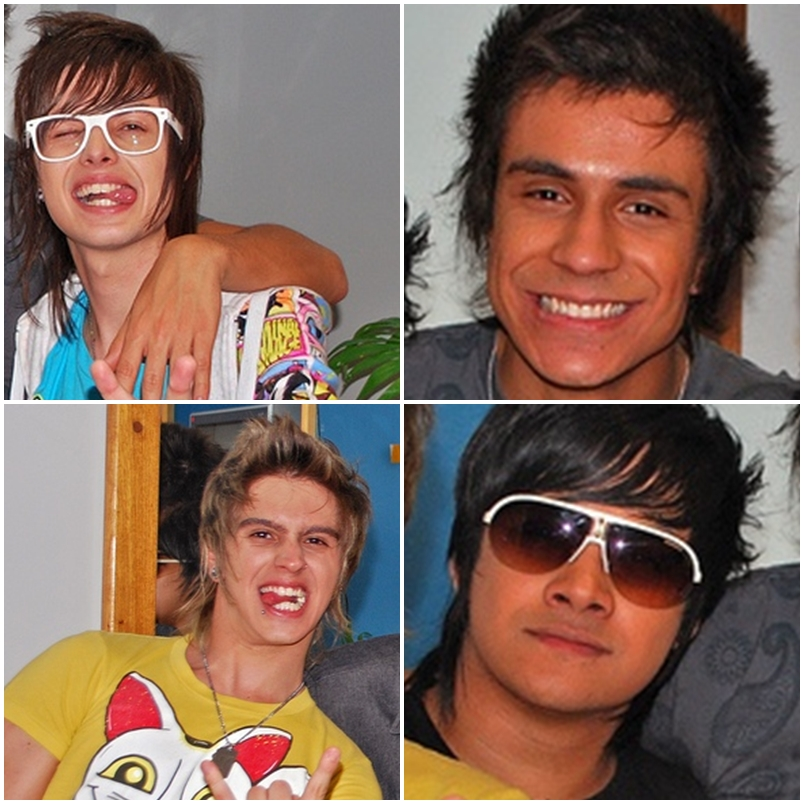
Restart foi o primeiro vencedor da categoria em 2012.

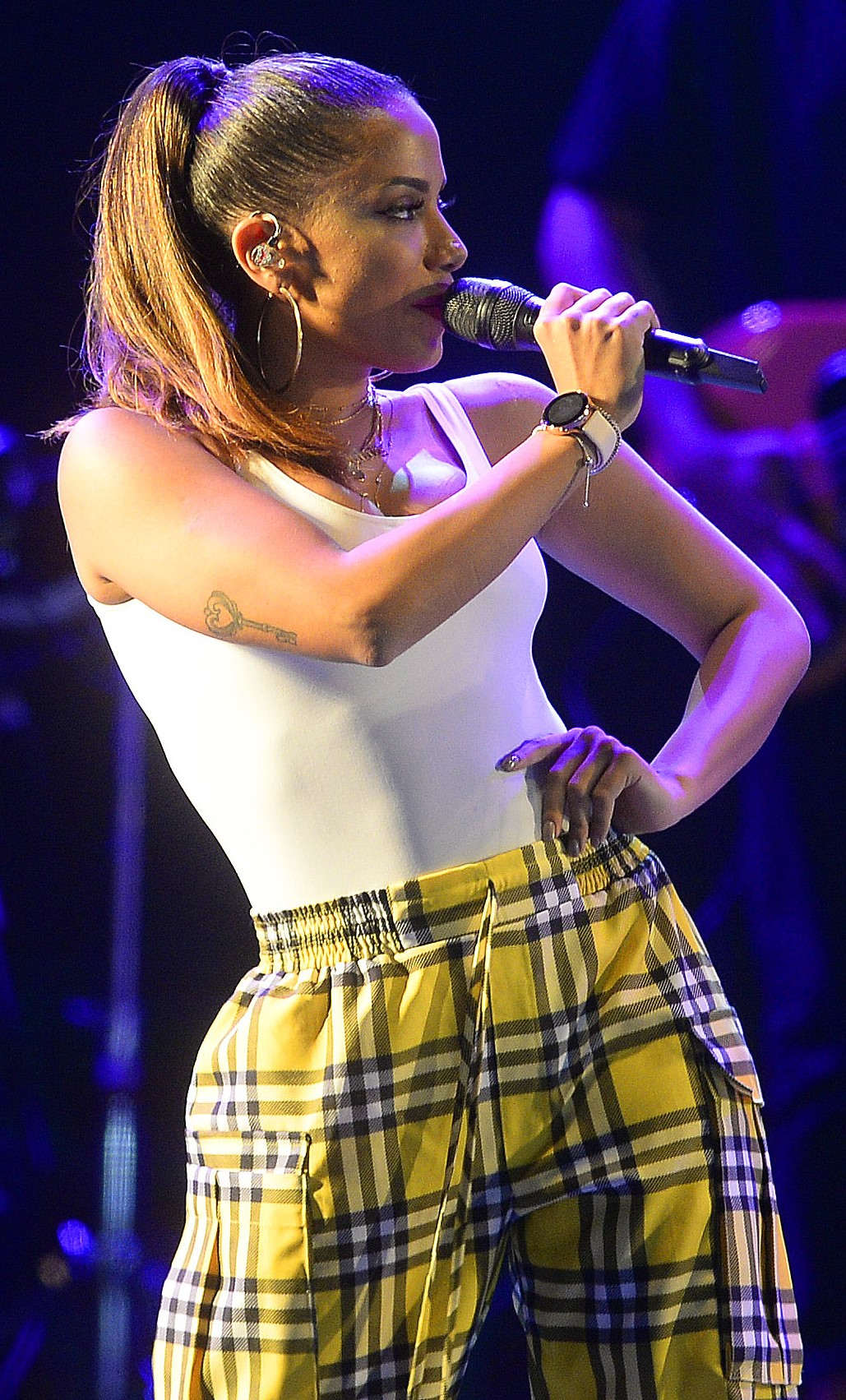
Anitta venceu o prémio cinco vezes consecutivas.

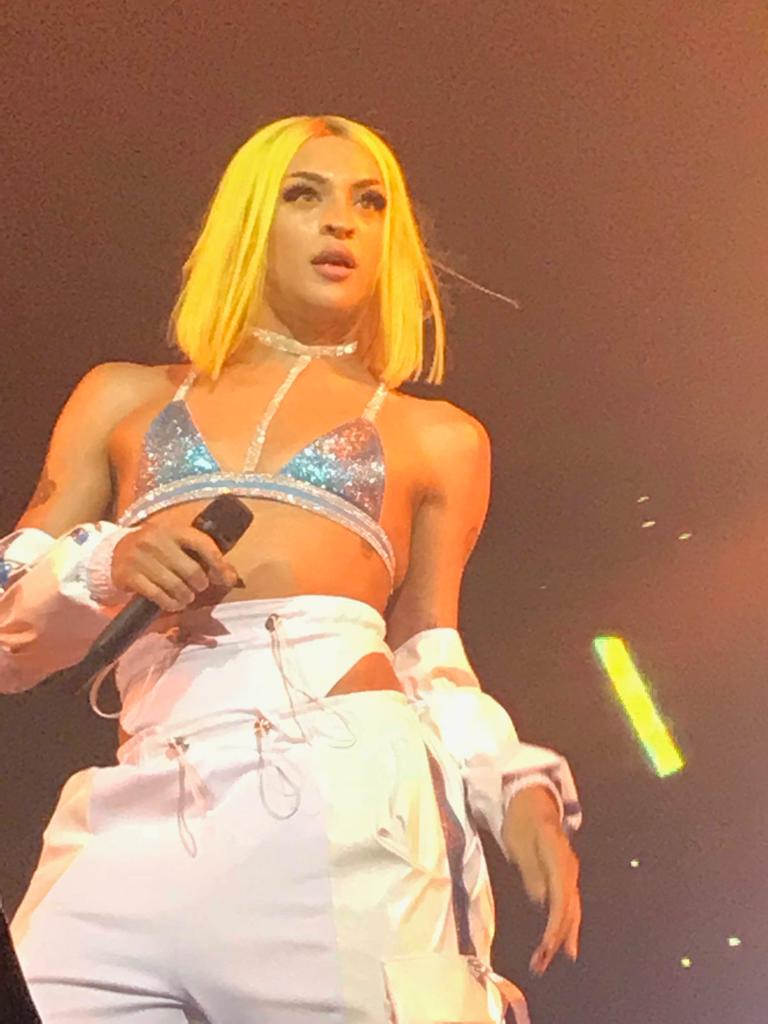
Pabllo Vittar venceu em 2019, 2020 e 2024.

| Ano  | Vencedores    | Nomeados                                            |
| ---- | ------------- | --------------------------------------------------- |
| 2012 | Restart       | - Agridoce - ConeCrewDiretoria - Emicida - Vanguart |
| 2013 | Fresno        | - Emicida - P9 - Pollo - Restart                    |
| 2014 | Anitta        | - Marcelo D2 - MC Guimê - Pitty - Projota           |
| 2015 | Anitta        | - Emicida - Ludmilla - MC Guimê - Projota           |
| 2016 | Anitta        | - Karol Conká - Ludmilla - Projota - Tiago Iorc     |
| 2017 | Anitta        | - Alok - Karol Conká - Nego do Borel - Projota      |
| 2018 | Anitta        | - Alok - Ludmilla - Nego do Borel - Pabllo Vittar   |
| 2019 | Pabllo Vittar | - Anitta - Emicida - Kevin O Chris - Ludmilla       |

### Década de 2020
| Ano  | Vencedores    | Nomeados                                          |
| ---- | ------------- | ------------------------------------------------- |
| 2020 | Pabllo Vittar | - Anitta - Djonga - Emicida - Ludmilla            |
| 2021 | Manu Gavassi  | - Anitta - Ludmilla - Luísa Sonza - Pabllo Vittar |
| 2022 | Manu Gavassi  | - Anitta - Gloria Groove - L7nnon - Xamã          |